# Peter Krutzek
Peter Krutzek (* 8. Mai 1941 in Berlin) ist ein deutscher Unternehmer und Ingenieur. Er ist Gründer des deutsch-italienischen Technologiekonzerns Finder mit Hauptsitz im hessischen Trebur. Krutzek ist verheiratet und hat drei Söhne. 

## Leben
Krutzek studierte Ingenieurwissenschaften an der RWTH Aachen. 1983 gründete er die Firma Finder GmbH mit damaliger Hauptniederlassung in Rüsselsheim, welche das Vertriebsnetz der italienischen Finder S.p.A in Mittel- und Osteuropa sowie in Nordamerika ausweiten sollte. In den Folgejahren gründete Krutzek die Finder-Niederlassungen in Österreich, den Niederlanden, Tschechien, der Slowakischen Republik, Ungarn und den USA. Er steuerte diese bis 2008. Das Unternehmen Finder beschäftigt weltweit etwa 1300 Mitarbeiter (2019).
Am 25. Juli 2008, dem 25. Jubiläum von Finder Deutschland, gab Krutzek seinen Rückzug aus dem operativen Geschäft des Konzerns bekannt, wobei seine Söhne Alexander Krutzek und Peter Krutzek Jr. in den Stab der Geschäftsführung einberufen wurden. Zeitgleich wurde auch der Bezug der neuen Zentrale im hessischen Trebur-Astheim bekanntgegeben. Peter Krutzek verblieb im Beirat des Unternehmens.
Peter Krutzek ist in dritter Ehe verheiratet und hat drei Söhne. Seine Söhne Alexander und Peter Krutzek Junior sind in der Geschäftsführung des Finder-Konzerns eingesetzt, Darius Krutzek ist in klinischen Unternehmensbereichen sowie als Hochschuldozent aktiv.

## Trivia
Im Jahr 2010 unterstützte Krutzek Horst Zuse, Sohn des Erfinders des ersten Digitalrechners Konrad Zuse, bei dessen Nachbau-Projekt des ersten binären Digitalrechners der Welt (Zuse Z3). Zuses Vorhaben wurde mit etwa 2500 Bausteinen von Finder realisiert. Der Digitalrechner wurde nach Fertigstellung im Rahmen der Hannover Messe im Frühjahr 2011 der Öffentlichkeit vorgeführt und ist seither Ausstellungsbestandteil des Heinz-Nixdorf-Computermuseums.